# Фаэдо
Фаэ́до (итал. Faedo) — коммуна в Италии, располагается в провинции Тренто области Трентино-Альто-Адидже.
Население составляет 586 человек (2008 г.), плотность населения составляет 58 чел./км². Занимает площадь 10 км². Почтовый индекс — 38010. Телефонный код — 0461.
Покровительницей коммуны почитается святая Агафья, празднование 5 февраля.

## Демография
Динамика населения:

## Администрация коммуны
- Официальный сайт: https://web.archive.org/web/20090414002831/http://www.comune-faedo.it/